# Lijst van Landkreise en kreisfreie steden in Mecklenburg-Voor-Pommeren
Dit is een lijst van Landkreise en kreisfreie steden in Mecklenburg-Voor-Pommeren.
In Mecklenburg-Voor-Pommeren zijn er geen Regierungsbezirke.

## Opbouw
Onderstaande lijst is als volgt opgebouwd:
- Kreis, kreisfreie Stadt: naam van de Landkreis respectievelijk kreisfreie stad
- Kreisstadt: naam van de Kreisstad: Bij de kreisfreise steden is deze cel leeg
- Wapen: officiële wapen van de Kreis respectievelijk kreisfreie stad
- Reg.-Bez., Ligging: Regierungsbezirk en positiekaart van de Kreis respectievelijk kreisfreie stad binnen de deelstaat Mecklenburg-Voor-Pommeren
- Kenteken: kentekens van de plaatselijke overheid
- Inwoners: inwonertal van de Landkreis respectievelijk kreisfreie stad[1]
- Oppervlakte: oppervlakte van de Landkreis respectievelijk kreisfreie stad in vierkante kilometers (km²)[2]
- Inw/km²: bevolkingsdichtheid in inwoner per vierkante kilometer
- Afbeelding: een typische afbeelding van de regio, waarmee de desbetreffende Landkreis respectievelijk kreisfreie stad identificeert wordt

## Overzicht
| Landkreis/ kreisfreie Stadt   | Kreisstadt                | Wapen                     | Reg.-Bez. Ligging         | Kenteken(s)                                  | Inwoners (31-12-2020) | Oppervlakte (in km²) | Inw./km² | Afbeelding                         |
| ----------------------------- | ------------------------- | ------------------------- | ------------------------- | -------------------------------------------- | --------------------- | -------------------- | -------- | ---------------------------------- |
| Ludwigslust-Parchim           | Parchim                   |                           |                           | LUP, HGN, LBZ, LWL, PCH, STB                 | 211.844               | 4.766,76             | 44       | Barockschloss Ludwigslust          |
| Mecklenburgische Seenplatte   | Neubrandenburg            |                           |                           | MSE, AT, DM, MC, MST, MÜR, NZ, RM, WRN, (NB) | 258.057               | 5.495,59             | 47       | Müritz                             |
| Nordwestmecklenburg           | Wismar                    |                           |                           | NWM, GDB, GVM, WIS, (HWI)                    | 157.975               | 2.127,06             | 74       | Steilküste am Großklützhöved       |
| Rostock (kreisfreie Stadt)    |                           |                           |                           | HRO                                          | 209.061               | 181,36               | 1.153    | Rostock, Kröpeliner Straße         |
| Rostock                       | Güstrow                   |                           |                           | LRO, BÜZ, DBR, GÜ, ROS, TET                  | 217.072               | 3.431,22             | 63       | Rathaus Güstrow                    |
| Schwerin (Deelstaathoofdstad) |                           |                           |                           | SN                                           | 95.609                | 130,52               | 733      | Schweriner Schloss                 |
| Vorpommern-Greifswald         | Greifswald                |                           |                           | VG, ANK, GW, PW, SBG, UEM, WLG, (HGW)        | 235.773               | 3.945,64             | 60       | Greifswald, Markt und Sankt Marien |
| Vorpommern-Rügen              | Stralsund                 |                           |                           | VR, GMN, NVP, RDG, RÜG, (HST)                | 225.383               | 3.216,19             | 70       | Königsstuhl auf Rügen              |
| Mecklenburg-Voor-Pommeren     | Mecklenburg-Voor-Pommeren | Mecklenburg-Voor-Pommeren | Mecklenburg-Voor-Pommeren | Mecklenburg-Voor-Pommeren                    | 1.610.774             | 23.295,34            | 69       |                                    |

## Gebiedsindeling van 1994 tot 2011
De deelstaat Mecklenburg-Voor-Pommeren was tot de tweede Kreisgebiedshervorming in twaalf Landkreise en zes kreisfreise steden onderverdeeld, waarvan er heden ten dage vier als Große kreisangehörige Stadt gelden (Neubrandenburg, Greifswald, Stralsund, Wismar).